# 美联社诉布多维奇案
美联社诉布多维奇案是美国哥伦比亚特区联邦地区法院法官特雷弗·尼尔·麦克法登正在审理的一宗未决案件，该案件涉及唐纳德·特朗普总统的白宫工作人员决定禁止美联社参加某些新闻活动，直至美联社同意将墨西哥湾称为“美国湾”。

## 背景

### 美联社
美联社是美国主要通讯社，美国众多主要报纸和广播公司均为其成员，亦有其他媒体机构订阅美联社的通讯报道。自1950年代以来，《美联社格式手册》一直是美国新闻业英语语法和术语的权威格式指南。特朗普总统的保守派盟友批评该格式手册近期的修改带有偏见，强调语言的包容性。

### 白宫记者团
白宫记者团出席白宫的新闻发布会和其他活动，旨在提高公众对行政部门活动的了解。作为政府事务报道的一部分，美联社自记者团成立以来就一直参与其中。1977年，美国哥伦比亚特区联邦巡回上诉法院在谢里尔诉奈特案中裁定，白宫有权基于“明确且有意义的标准”拒绝发放记者证，但前提是“提供程序性保护”。2018年，在特朗普第一届政府执政期间，白宫吊销了CNN记者吉姆·阿科斯塔的记者证，但一名法官以美国宪法第五修正案正当程序为由判令恢复其记者证。

### 美国湾
2025年1月20日，特朗普总统签署第14172号行政命令，指示联邦政府将墨西哥湾重新命名为“美国湾”（Gulf of America），此前该名称从未用于指代墨西哥湾，并将迪纳利山重新命名为“麦金利山”（Mount McKinley）。私人实体在法律上无需遵循联邦政府对这些名称的使用。2025年1月23日，美联社宣布，其通讯报道将继续沿用墨西哥湾的传统名称，同时承认特朗普政府选择使用“美国湾”。美联社的理由是，世界各地的媒体皆会引用该社的通讯报道，如果没有进一步的解释，他们无法直观地理解“美国湾”的含义。作为对特朗普政府的让步，美联社同时采用了“麦金利山”的名称，理由是该山的名称属于联邦政府拥有明确权力的国内事务。

### 被白宫禁止参加新闻活动
2025年2月11日，白宫办公厅无限期禁止美联社记者参加新闻发布会，例如在椭圆形办公室或空军一号上举行的新闻发布会。美联社记者将保留其记者证，美联社摄影师将继续享有完全访问权限。白宫副幕僚长泰勒·布多维奇称该机构持续提及墨西哥湾是虚假信息，并宣布将由其他机构的记者接替美联社。在新闻发布会上，特朗普总统表示，该禁令将持续有效，直至美联社同意使用“美国湾”作为该湾的名称。白宫随后在一份法律文件中证实，特朗普总统亲自决定撤销美联社的记者证。
美联社执行主编朱莉·佩斯谴责该禁令侵犯新闻自由。白宫记者协会和新闻自由记者委员会向白宫请愿，要求恢复美联社的报道权利。超过50家新闻机构签署一项或两项请愿书，其中包括倾向保守的福克斯新闻、大全新闻和《华尔街日报》。路透社、大全新闻、个人权利与言论基金会和国家记者俱乐部也分别发表声明支持美联社，对该禁令表示批评。
2025年2月25日，白宫宣布，白宫记者协会将不再决定允许采访总统的媒体。白宫亦打破传统，继续将美联社排除在外，同时让彭博新闻社和路透社共用一个通讯社席位，由此产生的两个空缺将由白宫选出的媒体获得。

## 诉讼经过
2025年2月21日，美联社以侵犯言论自由为由，起诉白宮通訊及人事副幕僚長泰勒·布多维奇、白宫新闻秘书卡罗琳·莱维特和白宮幕僚長苏西·威尔斯。诉状称，白宫官员单方面点名批评美联社的编辑决定，违反了保障新闻自由的美国宪法第一修正案和第五修正案中的正当程序条款。该案已提交至美国哥伦比亚特区联邦地区法院，并交由法官特雷弗·尼尔·麦克法登审理。在2025年2月24日的听证会上，麦克法登法官驳回美联社的临时限制令动议。初步禁令听证会原定于2025年3月20日举行。然而，由于事实争议，初步禁令听证会从3月20日推迟至3月27日上午9:30，双方最多可传唤两名现场证人，并进行一小时的直接审查。
白宫记者协会和新闻自由记者委员会已提交法庭之友意见书，支持美联社。
2025年3月3日，美联社修改诉状内容，文件篇幅几乎扩大了一倍。修改后的诉状以一位不愿透露姓名的白宫顾问2月25日接受Axios采访时的一段话作为开场白：“美联社和白宫记者协会就是想搞鬼。现在是时候见分晓了。”
2025年4月8日，麦克法登法官裁定白宫必须在诉讼进行期间解除对美联社报道总统活动的限制，但将裁决推迟至4月13日，以便政府有时间提起上诉。

## 延伸阅读
- AP v. Budowich,  (D.D.C. 2025-02-21).
- 案件相关法庭案卷